# 70.
70. je osmo desetletje v 1. stoletju med letoma 70 in 79. 